# Hypocrita diana
Hypocrita diana là một loài bướm đêm thuộc phân họ Arctiinae, họ Erebidae.